# Serhij Stachovskyj
Serhij Stachovskyj (ukrajinsky: Сергій Стаховський, Serhij Stachovs’kyj, * 6. ledna 1986 Kyjev) je bývalý ukrajinský profesionální tenista, který se na okruzích pohyboval v letech 2003–2022. Ve své kariéře na okruhu ATP Tour vyhrál čtyři singlové a čtyři deblové turnaje. Na challengerech ATP získal sedm titulů ve dvouhře a osmnáct ve čtyřhře. Premiérovou trofej vyhrál na březnovém PBZ Zagreb Indoors 2008 po finálovém vítězství nad Ivanem Ljubičićem z pozice 209. hráče světa. Stal se tak prvním šampionem v roli šťastného poraženého od Argentince Christiana Miniussiho na São Paolo Open 1991. Ve druhém kole Wimbledonu 2013 pak vyřadil obhájce trofeje Rogera Federera, čímž ukončil jeho rekordní sérii 36 grandslamových čtvrtfinále v řadě.
Na žebříčku ATP byl ve dvouhře nejvýše klasifikován v září 2010 na 31. místě a ve čtyřhře pak v červnu 2011 na 33. místě. V poslední fázi kariéry jej trénoval Burghard Riehemann. Předtím tuto roli plnili Tibor Toth (2007–2014) a Fabrice Santoro (2014–2016).
V ukrajinském daviscupovém týmu debutoval v roce 2006 kyjevským druhým kolem 1. skupiny zóny Evropy a Afriky proti Belgii, v němž prohrál obě dvouhry a se Sergejem Bubkou i čtyřhru. Belgičané zvítězili 4:1 na zápasy. V soutěži mezi lety 2006–2021 nastoupil k třiceti dvěma mezistátním utkáním s bilancí 32–19 ve dvouhře a 16–12 ve čtyřhře.
Ukrajinu reprezentoval na Letních olympijských hrách 2012 v londýnském All England Clubu, kde na úvod mužské dvouhry podlehl Australanu Lleytonu Hewittovi.
V letech 2012–2019 byl členem Hráčské rady ATP. Profesionální kariéru ukončil v kvalifikaci Australian Open 2022. Po ruské invazi na Ukrajinu v únoru 2022 se v Kyjevě přidal k aktivním zálohám ukrajinské armády, aby bránil zemi před agresorem.

## Soukromý život
Narodil se roku 1986 v Kyjevě do rodiny profesora urologie Eduarda a univerzitní pedagožky ekonomie Olgy Stachovských. Má dva bratry. Vyjma rodné ukrajinštiny hovoří česky, slovensky, rusky, francouzsky a anglicky. Tenis začal hrát v šesti letech. Od třinácti let žil půl roku střídavě na Ukrajině a ve Frýdlantu nad Ostravicí, kde hrál za tamní klub. Začal také navštěvovat českou školu. V roce 2003 se přibližně na jeden rok přestěhoval do Prostějova, kde nastupoval za TK Agrofert Prostějov. Poté začal žít v Bratislavě, kde využil tenisovou nabídku od Jána Krošláka.
V září 2011 se oženil s Anfisou Bulgakovovou. Do manželství se narodili dcera Tasja (nat. 2014) a synové Nikifor (nar. 2015) a Aleks (nar. 2019). Po vypuknutí konfliktu na východní Ukrajině a Krymu v roce 2014 narukoval do ukrajinské armády.

## Finále na okruhu ATP Tour
| Legenda                                                |
| D – dvouhra; Č – čtyřhra                               |
| Grand Slam (0)                                         |
| Turnaj mistrů (0)                                      |
| ATP Masters Series / ATP Tour Masters 1000 (0)         |
| ATP International Series Gold / ATP Tour 500 (1–0 Č)   |
| ATP International Series / ATP Tour 250 (4–0 D; 3–0 Č) |

### Dvouhra: 4 (4–0)
| Stav  | č. | datum         | turnaj                   | povrch    | soupeř ve finále | výsledek                 |
| ----- | -- | ------------- | ------------------------ | --------- | ---------------- | ------------------------ |
| Vítěz | 1. | březen 2008   | Záhřeb, Chorvatsko       | tvrdý (h) | Ivan Ljubičić    | 7–5, 6–4                 |
| Vítěz | 2. | listopad 2009 | Petrohrad, Rusko         | tvrdý (h) | Horacio Zeballos | 2–6, 7–6(10–8), 7–6(9–7) |
| Vítěz | 3. | červen 2010   | Rosmalen, Nizozemsko     | tráva     | Janko Tipsarević | 6–3, 6–0                 |
| Vítěz | 4. | srpen 2010    | New Haven, Spojené státy | tvrdý     | Denis Istomin    | 3–6, 6–3, 6–4            |

### Čtyřhra: 4 (4–0)
| Stav  | č. | datum         | turnaj                         | povrch    | spoluhráč         | soupeři ve finále                         | výsledek                 |
| ----- | -- | ------------- | ------------------------------ | --------- | ----------------- | ----------------------------------------- | ------------------------ |
| Vítěz | 1. | říjen 2008    | Moskva, Rusko                  | tvrdý (h) | Potito Starace    | Stephen Huss Ross Hutchins                | 7–6(7–4), 2–6, [10–6]    |
| Vítěz | 2. | červen 2010   | Halle, Německo                 | tráva     | Michail Južnyj    | Martin Damm Filip Polášek                 | 4–6, 7–5, [10–7]         |
| Vítěz | 3. | únor 2011     | Dubaj, Spojené arabské emiráty | tvrdý     | Michail Južnyj    | Jérémy Chardy Feliciano López             | 4–6, 6–3, [10–3]         |
| Vítěz | 4. | červenec 2019 | Newport, Spojené státy         | tráva     | Marcel Granollers | Marcelo Arévalo Miguel Ángel Reyes-Varela | 6–7(10–12), 6–4, [13–11] |

## Tituly na challengerech ATP
| Legenda                 |
| ----------------------- |
| Challengery (7 D; 18 Č) |

### Dvouhra (7 titulů)
| Č. | datum         | turnaj                    | povrch    | poražený finalista | výsledek                |
| -- | ------------- | ------------------------- | --------- | ------------------ | ----------------------- |
| 1. | srpna 2008    | Segovia, Španělsko        | tvrdý     | Thiago Alves       | 7–5, 7–6(7–4)           |
| 2. | srpna 2013    | Kazaň, Russia             | tvrdý     | Valerij Rudněv     | 6–2, 6–3                |
| 3. | července 2014 | Binghamton, Spojené státy | tvrdý     | Wayne Odesnik      | 6–4, 7–6(11–9)          |
| 4. | září 2014     | Orléans, Francie          | tvrdý (h) | Thomaz Bellucci    | 6–2, 7–5                |
| 5. | května 2016   | Soul, Jižní Korea         | tvrdý     | Lu Jan-sun         | 4–6, 6–3, 7–6(9–7)      |
| 6. | srpna 2017    | Portorož, Slovinsko       | tvrdý     | Matteo Berrettini  | 6–7(4–7), 7–6(8–6), 6–3 |
| 7. | června 2018   | Ilkley, Velká Británie    | tráva     | Oscar Otte         | 6–4, 6–4                |

### Čtyřhra (18 titulů)
| Č.  | datum         | turnaj                        | povrch    | spoluhráč                | soupeři ve finále                          | výsledek              |
| --- | ------------- | ----------------------------- | --------- | ------------------------ | ------------------------------------------ | --------------------- |
| 1.  | srpen 2003    | Samarkand, Uzbekistán         | antuka    | Viktor Bruthans          | Pavel Ivanov Darko Madjarovski             | 6–2, 6–4              |
| 2.  | březen 2005   | Sarajevo, Bosna a Hercegovina | tvrdý     | Michal Mertiňák          | Lukáš Dlouhý Jan Vacek                     | 6–7(8–10), 6–2, 6–2   |
| 3.  | červenec 2005 | Córdoba, Španělsko            | tvrdý     | Vladimir Volčkov         | Nicolas Mahut Gilles Müller                | 7–5, 5–7, 6–1         |
| 4.  | listopad 2005 | Praha, Česko                  | koberec   | Filip Polášek            | James Auckland Jasper Smit                 | 6–3, 3–6, 7–6(7–5)    |
| 5.  | listopad 2006 | Dněpropetrovsk, Ukrajina      | tvrdý     | Orest Tereščuk           | Marco Chiudinelli Lovro Zovko              | 6–4, 6–0              |
| 6.  | březen 2007   | Fes, Maroko                   | antuka    | Orest Těreščuk           | Rabie Chaki Mounir El Aarej                | 6–3, 6–3              |
| 7.  | červenec 2007 | Recanati, Itálie              | tvrdý     | Fabio Colangelo          | Jü Sin-jüan Ceng Šao-süan                  | 1–6, 7–6(7–3), 10–7   |
| 8.  | květen 2008   | Ostrava, Česko                | antuka    | Tomáš Zíb                | Jan Hernych Igor Zelenay                   | 7–6(8–6), 3–6, 14–12  |
| 9.  | září 2008     | Orléans, Francie              | tvrdý     | Lovro Zovko              | Jean-Claude Scherrer Igor Zelenay          | 7–6(9–7), 6–4         |
| 10. | září 2013     | Orléans, France (2)           | tvrdý (h) | Illja Marčenko           | Ričardas Berankis Franko Škugor            | 7–5, 6–3              |
| 11. | května 2014   | Bordeaux, Francie             | antuka    | Marc Gicquel             | Ryan Harrison Alex Kuznetsov               | bez boje              |
| 12. | března 2015   | Irving, Spojené státy         | tvrdý     | Robert Lindstedt         | Benjamin Becker Philipp Petzschner         | 6–4, 6–4              |
| 13. | října 2016    | Ning-po, Čína                 | tvrdý     | Jonathan Eysseric        | Stefan Kozlov Akira Santillan              | 6–4, 7–6(7–4)         |
| 14. | května 2017   | Kar-ši, Uzbekistan            | tvrdý     | Denys Molčanov           | Kevin Krawietz Adrián Menéndez Maceiras    | 6–4, 7–6(9–7)         |
| 15. | srpna 2017    | Segovia, Španělsko            | tvrdý     | Adrián Menéndez Maceiras | Roberto Ortega Olmedo David Vega Hernández | 4–6, 6–3, [10–7]      |
| 16. | září 2018     | Cassis, Francie               | tvrdý     | Matt Reid                | Marc-Andrea Hüsler Gonçalo Oliveira        | 6–2, 6–3              |
| 17. | května 2021   | Ostrava, Česko                | antuka    | Marc Polmans             | Andrew Paulson Patrik Rikl                 | 7–6(7–4), 3–6, [10–7] |
| 18. | května 2021   | Praha, Česko                  | antuka    | Marc Polmans             | Ivan Sabanov Matej Sabanov                 | 6-3, 6-4              |

## Postavení na konečném žebříčku ATP

### Dvouhra
| Rok    | 2002  | 2003   | 2004   | 2005   | 2006   | 2007   | 2008  | 2009  | 2010  | 2011  | 2012   | 2013  | 2014  | 2015  | 2016   | 2017   | 2018   | 2019   | 2020   | 2021   |
| Pořadí | 1345. | ▲ 534. | ▲ 369. | ▲ 185. | ▲ 180. | ▼ 262. | ▲ 74. | ▲ 60. | ▲ 46. | ▼ 62. | ▼ 103. | ▲ 98. | ▲ 58. | ▼ 62. | ▼ 109. | ▼ 122. | ▼ 134. | ▼ 150. | ▼ 202. | ▼ 217. |

### Čtyřhra
| Rok    | 2002  | 2003   | 2004   | 2005   | 2006   | 2007   | 2008  | 2009   | 2010  | 2011  | 2012   | 2013   | 2014   | 2015   | 2016   | 2017   | 2018   | 2019   | 2020   | 2021   |
| Pořadí | 1331. | ▲ 284. | ▼ 618. | ▲ 206. | ▼ 248. | ▲ 181. | ▲ 95. | ▼ 175. | ▲ 54. | ▲ 47. | ▼ 231. | ▲ 135. | ▼ 241. | ▲ 137. | ▼ 275. | ▲ 169. | ▼ 218. | ▲ 166. | ▼ 177. | ▲ 143. |